# 2008年2月臺灣
| << | 2008年2月 （民國97年） | >> |    |    |    |    |
| \| 日 \| 一 \| 二 \| 三 \| 四 \| 五 \| 六 \| \| \| \| \| \| \| 1 \| 2 \| \| 3 \| 4 \| 5 \| 6 \| 7 \| 8 \| 9 \| \| 10 \| 11 \| 12 \| 13 \| 14 \| 15 \| 16 \| \| 17 \| 18 \| 19 \| 20 \| 21 \| 22 \| 23 \| \| 24 \| 25 \| 26 \| 27 \| 28 \| 29 \| \| \| \| \| \| \| \| \| \| |                        |    |    |    |    |    |
| 臺灣新聞動態／維基新聞 |                        |    |    |    |    |    |
| 世界／中国大陆／臺灣 |                        |    |    |    |    |    |
| 日 | 一                     | 二 | 三 | 四 | 五 | 六 |
| |                        |    |    |    | 1  | 2  |
| 3 | 4                      | 5  | 6  | 7  | 8  | 9  |
| 10 | 11                     | 12 | 13 | 14 | 15 | 16 |
| 17 | 18                     | 19 | 20 | 21 | 22 | 23 |
| 24 | 25                     | 26 | 27 | 28 | 29 |    |
| |                        |    |    |    |    |    |

## 2月29日
- 鐽震公司召開董事會，決議將於3月12日召開股東大會，而公司將在3月13日正式解散。蕃薯藤新聞─中央社（页面存档备份，存于）中國時報
- 今日出刊的中國時報報導，具有公營事業身分的圓山大飯店，將在5月20日新任總統上任前進行公司化，引發政府資產被私人控制的爭議。握有圓山經營權的交通部則表示，圓山大飯店不會在5月20日前公司化，目前也尚未提出切確的時間表。中國時報１２蕃薯藤新聞（页面存档备份，存于）

## 2月28日
- 潛逃中國大陸的頭號經濟要犯、中興銀行前總經理王宣仁，今日自福州押解到馬祖，並隨即遣返回台。新浪新聞－中央社（页面存档备份，存于）
- 台灣高鐵發生營運以來最大誤點，起因為台南路段的轉轍器，出現訊號異常，無法定位。PChome新聞－中時電子報

## 2月27日
- 今日台北匯市，新台幣突破整數關卡，以30.929元兌換1美元作收，創近三年新高。PChome新聞－中央社

## 2月26日
- 2008年台灣燈會「台灣和平」祈福燈區以4萬4759盞燈籠同時點亮，列名金氏世界紀錄。東森新聞網
- 由台灣科技廠商支援的世界最薄蘋果公司筆記型電腦MacBook Air，正式在台灣上市。PChome新聞─中廣
- 衛生署疾病管制局成功開發腸病毒克沙奇A群病毒檢驗試劑套組，突顯出自行研發傳染病檢驗試劑的能力。衛生署[]

## 2月24日
- 總統大選首場電視辯論會於公共電視台舉行，並首創公民代表提問，謝馬兩人對包括經濟、人權、外交、兩岸、教育、環境保護、國家認同等議題激烈交鋒。

## 2月23日
- 國防部長李天羽因鐽震公司案請辭獲准，行政院宣布部長一職由前國防部軍政副部長蔡明憲接任，為首任的文人部長。PChome新聞─TVBS蕃薯藤新聞─中央社（页面存档备份，存于）

## 2月22日
- 台灣微軟宣佈，視窗作業系統Windows XP將於今年6月底停止出貨，且只提供支援至2010年。自由時報

## 2月21日
- 外交部宣佈台灣駐利比亞商務代表處正式掛牌運作，原任駐沙烏地阿拉伯代表處副代表趙錫麟轉任駐利比亞代表，為台灣在北非的第一個外交據點。外交部中時電子報[永久]
- 有關港星陳冠希的藝人不雅照片事件，一名網友因在其網誌上公佈相關照片，遭警方依妨害風化罪嫌移送台北地檢署偵辦。中時電子報
- 今日台北匯市，新台幣以31.521元兌換1美元作收，創下最近21個月以來新台幣匯率的新高紀錄。東森新聞報
- 陳水扁總統主持2008年台灣燈會開燈儀式，此次燈會的焦點為五萬盞燈組成的「台灣和平」祈福燈區和主燈禮鼠獻瑞。中廣[]交通部觀光局

## 2月19日
- 外交部宣佈，中華民國（台灣）自即日起正式承認科索沃共和國，外交部長黃志芳並代表中華民國政府與人民對科索沃政府與人民表示祝賀之意。外交部

## 2月18日
- 澎湖望安自春節以來，受連日低溫的影響，陸續發生大量魚群凍斃事件，而澎湖本島也發生多起養殖與海中魚群暴斃的事件，對澎湖周邊的生態產生嚴重衝擊。中國時報[永久]
- 國民黨總統參選人馬英九大姐馬以南，遭蘋果日報報導出昔日就讀台大時曾替一名考生代考大學聯考，引發對手謝長廷陣營的撻伐聲浪。蕃薯藤新聞─中央社（页面存档备份，存于）
- 高雄縣政府衛生局公佈抽驗縣內加水站水質的檢驗結果，抽樣的118件中有13件檢出綠膿桿菌，不合格率約百分之11。PChome新聞─中央社

## 2月17日
- 國民黨總統參選人馬英九說承認中國學歷為大勢所趨，但須配套措施；民進黨總統參選人謝長廷說不承認中國學歷，是為防止低薪競爭，使台灣人失業。TVBS（页面存档备份，存于）PChome新聞─聯合新聞網
- 據台北捷運公司統計，貓空纜車總運量於今日下午突破300萬人次，再度創下新紀錄。中國時報[永久]
- 由陳芯宜導演的《流浪神狗人》參加柏林影展，榮獲每日鏡報最佳影片。PChome新聞─中央社[永久]

## 2月16日
- 採用由元太科技開發的電子紙顯示器的亞馬遜公司 Kindle電子書閱讀器，在台灣首次亮相。PChome新聞─中央社

## 2月15日
- 爆發財務危機的遠東航空決定向法院聲請重整，成為台灣第一起航空公司聲請重整案。蕃薯藤新聞─中央社（页面存档备份，存于）
- 第十二任總統副總統選舉選舉人號次抽籤作業於今日進行，謝長廷、蘇貞昌為1號，馬英九、蕭萬長為2號。中央日報
- 旅美棒球投手王建民與美國職棒大聯盟洋基隊的薪資仲裁敗訴，只獲一年400萬美元合約。ESPN
- 國防部召開記者會，說明有關國防部計劃推動的國防產業「投資管理銷售公司」－鐽震公司，並藉此對日前媒體的相關報導進行說明。國防部[永久]

## 2月14日
- 今日台北股市受美國股市勁揚影響，開盤即以高點開出，盤中電子股跌深強勢反彈，傳產、金融類股同步走揚，終場大漲314.73點，以全場最高點7865.28點作收，漲幅達4.16%，成交值擴增至新台幣1146.44億元。PChome新聞─中央社
- 陳水扁總統款待賽夏族民族議會代表，並期許立法院盡快通過「原住民族自治區法」。總統府[永久]
- 衛生署發佈請赴日本民眾 ，注意防範麻疹疫情。衛生署
- 雲門舞集在文建會協助下，六月後將借用位於新店市的景美人權文化園區作為排練場地。雲門舞集

## 2月13日
- 國民黨籍立法委員邱毅，於上午召開記者會，出示當日出版的壹週刊報導及一紙調查局昔日公文，質疑民主進步黨總統參選人謝長廷曾當過調查局的「抓耙子」，謝長廷方面表示將提出告訴。PChome新聞─中央社１２
- 行政院於今日院會中討論《行政院組織法》修正草案，討論時間長達半小時，成為張俊雄內閣討論時間最長議案。但最後仍無法產生共識，張俊雄院長裁示下週再議。蕃薯藤新聞─中央社（页面存档备份，存于）

## 2月12日
- 陳水扁總統致賀貝里斯新任總理迪安·奥利弗·巴罗當選，並願強化雙邊關係。外交部
- 經濟部表揚獲全球網路選秀大賽（DEMO秀）首獎的台灣本土網站地圖日記（Atlaspost）。經濟部

## 2月11日
- 本日清晨，雲門舞集在臺北縣八里鄉的排練場發生火災，演出道具及歷年資料付之一炬。東森新聞（页面存档备份，存于）蕃薯藤新聞─中央社

## 2月10日
- 陳水扁總統巡視東沙島和東沙環礁國家公園。總統府[永久]

## 2月8日
- 高雄捷運於春節假期（今日至2月11日）開放紅線小港站到三多商圈站段免費試乘，試乘首日即湧現人潮。自由時報

## 2月5日
- 交通部向中廣追討臺北縣板橋市民族路八筆公有土地案，高等法院於下午進行更一審宣判，判決中廣須塗銷變更管理機關登記及所有權移轉登記，並回復為中華民國政府所有。全案尚可上訴。自由時報

## 2月3日
- 財政部公布所得稅改革方案，將取消未分配盈餘加徵10％營業所得稅，並調降營業所得稅稅率至20％或17.5％，綜合所得稅最高稅率則降至35％或大幅提高各項扣除額。上述方案實施後，每年可為政府增加稅收約新台幣80億元。自由時報
- 新竹縣的賽夏族居民舉行民族議會下議院選舉，共選出35位議員，為台灣原住民首度舉辦的民族議會選舉。臺灣原住民族資訊資源網自由時報

## 2月2日
- 陳水扁總統搭乘軍用運輸機前往南沙群島太平島慰問官兵並主持飛機跑道的啟用典禮，成為首位到達南沙群島的中華民國元首。蕃薯藤新聞─中央社（页面存档备份，存于）

## 2月1日
- 第7屆立法委員於今日進行報到作業與宣誓就職，同日舉行院長、副院長選舉，分別由同為國民黨籍的王金平、曾永權當選，並隨即宣誓就任。聯合報（页面存档备份，存于）蕃薯藤新聞─中央社１（页面存档备份，存于）２（页面存档备份，存于）
- 衛豐保全運鈔車發生搶案，兩名衛豐保全員在台北市一間彰化銀行分行護送現金時，遭一名搶匪持加壓噴槍朝眼睛噴漆，行內兩名保全員見狀前往協助時，也遭搶匪的噴漆傷害，現金袋內共新台幣92萬多元被搶走。自由時報
- 行政院消保會公布台灣四大超商業者所販售鮮食產品的查核結果，發現部分廠商製造的產品，在標示製造日期或有效日期上有不實之嫌，導致部分商店販售所謂的「未來便當」。自由時報中國時報